# Casas de Lázaro (kommunhuvudort)
Casas de Lázaro är en kommunhuvudort i Spanien.   Den ligger i provinsen Provincia de Albacete och regionen Kastilien-La Mancha, i den centrala delen av landet, 220 km sydost om huvudstaden Madrid. Casas de Lázaro ligger 950 meter över havet och antalet invånare är 413.
Terrängen runt Casas de Lázaro är platt åt nordväst, men åt sydost är den kuperad. Runt Casas de Lázaro är det glesbefolkat, med 9 invånare per kvadratkilometer. Närmaste större samhälle är San Pedro, 7,8 km nordost om Casas de Lázaro. Trakten runt Casas de Lázaro består till största delen av jordbruksmark.